# Каспарс Пуданс
Каспарс Пуданс (латис. Kaspars Pudāns, нар. 23 березня 1976, Єкабпілс, Латвія) — латвійський бригадний генерал. Командувач Національними збройними силами Латвії (з 24 січня 2025 року).

## Біографія
Народився 23 березня 1976 року поблизу Єкабпілса на сході тодішньої Латвійської ССР, яка перебувала у совєтській окупації. 
Військову освіту здобув у Балтійському коледжі оборони в Естонії, Військовій академії у Франції та Національній академії оборони Латвії. З 1994 року служить у Національних збройних силах Латвії. Окрім, професійної військової освіти, має ступінь бакалавра права та ступінь магістра загального менеджменту якості. 
З 2007 по 2010 рік працював у НАТО та ЄС у Брюсселі. До 2014 року він займав керівні посади у відділі операцій та планування штабу латвійської піхотної бригади. У 2015 році Каспарс Пуданс служив в Афганістані в складі місії «Рішуча підтримка». Потім недовго служив у штабі Латвійської піхотної бригади. З 2016 по 2021 рік проходив подальшу військову службу в Національних збройних силах. У 2018 році став командиром 1-ї Ризької бригади Національної гвардії. 
22 лютого 2023 року Каспарс Пуданс змінив Егіла Лещинскіса на посаді командувача Національної гвардії. На цій посаді він отримав звання бригадного генерала 4 грудня 2023 року. Як командувач Національної гвардії Пуданс вивчав досвід російсько-української війни. В інтерв'ю журналістам латвійського сайту Delfi у лютому 2024 року він дав оцінку військових перспектив: 
РФ намагається використати теперішню слабкість України у своїх інтересах, проте швидкі наступальні маневри та удари малоймовірні, тому що Москва не має таких величезних ресурсів
За його словами, агресор, бачить можливість повернути собі ініціативу як на тактичному, так і на стратегічному рівнях. Ворог оцінює, як довго Україна, як держава зможе протриматися і як довго триватиме підтримка союзників. Росія чудово розуміє, що здатність України чинити опір залежить від підтримки Заходу зброєю.На думку генерала, Росія намагатиметься рухатися вперед невеликими кроками, можливо, захопити якусь територію, але для неї головне - не програти та не відступити. У відповідь Україна має провести якісну мобілізацію, збільшити підтримку з боку країн Заходу та винайти нові тактичні й оперативні рішення. Пуданс зробив загальний прогноз військових дій для України у 2024 році:
Нове командування має шукати нові ідеї, тобто тактичні оперативні рішення, як не програти війну і, бажано, перемогти в ній. Єдиний спосіб виграти цю війну - це фізично знищити сили противника, якщо не на всій, то на більшій частині території. Враховуючи ресурси України, малоймовірно, що вона здобуде остаточну перемогу цього року
Під впливом російсько-української війни Пуданс підтримав плани мінування кордонів Латвії з Росією та Білоруссю, щоб перекрити шляхи для вторгнення військ противника. Адже, саме незахищені напрямки та відсутність укріплень сприяла глибинні проникнення російських військ під час вторгнення до України у 2022 році. В проєкті йдеться як про занедбані дороги, так і про мости та залізничні колії.

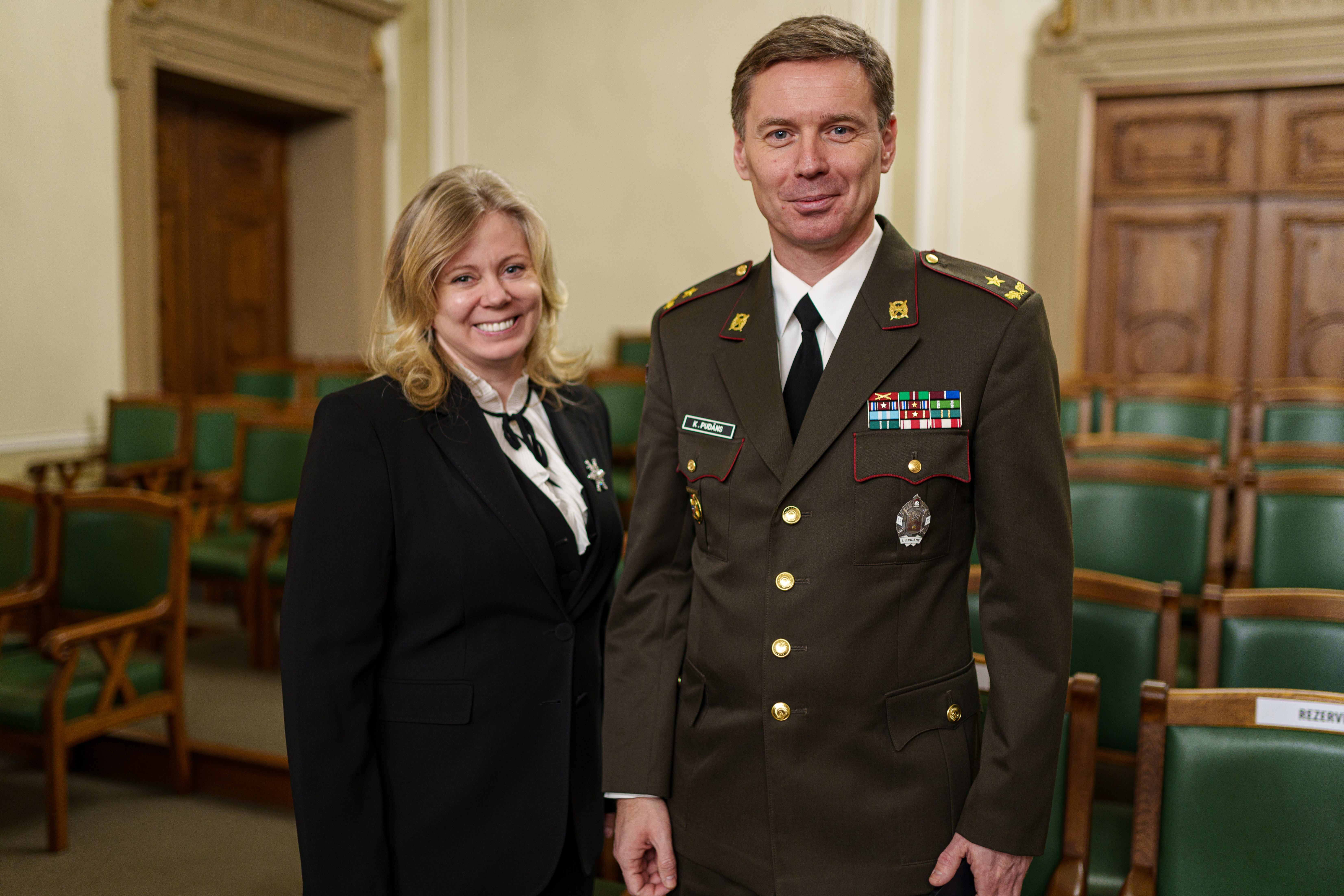
Каспар Пуданс з депутаткою Сейму Вікторією Плешкане, 19 грудня 2024 року

21 листопада 2024 року висунутий на посаду командувача Національними збройними силами. Президент Латвії Едгарс Рінкевичс очікує від наступного командувача Національними збройними силами чітких і ефективних дій для безпеки країни:
Щоб досягти цього, важливо покращити наші можливості стримування та оборони на суші, у повітрі, на морі, у кіберпросторі, мотивуючи кожного солдата, заохочуючи населення, розвиваючи технології та працюючи разом пліч-о-пліч із союзниками по НАТО
Кандидатуру Пуданса затвердили на посаді 19 грудня 2024 року. Відповідно до Закону про Національні збройні сили Латвії, Сейм затверджує командувачів Національними збройними силами на чотири роки та звільняє їх з посади за поданням Президента Латвії. Натомість новим очільником Національної гвардії став полковник Айварс Крюков. Бригадний генерал Пуданс зайняв посаду командувача збройних сил з 24 січня 2025 року. Приступить до виконання обов'язків вже з 27 січня. 
Окрім рідної латиської мови, генерал вільно володіє англійською та французькою.